# Farhults församling
Farhults församling var en församling i Lunds stift och i Höganäs kommun. Församlingen uppgick 2002 i Farhult-Jonstorps församling.

## Administrativ historik
Församlingen har medeltida ursprung och har till 2002 varit i pastorat med Jonstorps församling, på medeltiden möjligen som annexförsamling, därefter som moderförsamling. Församlingen uppgick 2002 i Farhult-Jonstorps församling.

## Kyrkor
- Farhults kyrka

## Kyrkoherdar
- Johannes. Kyrkoherde ca 1560.
- Alde Jensen. Omnämnd som kyrkoherde 1566, 1584 och 1594.
- Johannes. Kyrkoherde någon gång mellan 1594 och 1610.
- Anders Ericksen var kyrkoherde åren 1610–1629
- Rasmus Salomonsen Leth (enligt annan uppgift Rasmus Leth) var den siste prästen under danska tiden, 1629-1658.
- Knud Hansen de Fine. Kyrkoherde 1658-1684.
- Mårten Nilsson Holtzbro (Martinus Holtzbroe eller, Morten Holssbro). Kyrkoherde 1685-1717.
- Olaus Swenbergh. Kyrkoherde 1719-1726.
- Christian S. Karström. Kyrkoherde 1727-1747.
- Lars Darin. Kyrkoherde 1747-1752.
- Friedrich Hanssonius. Kyrkoherde 1753-1774.
- Samuel Adrian. Kyrkoherde 1776-1804.
- Lars Peter Wåhlin. Kyrkoherde 1805-1819.
- Anders Borg. Kyrkoherde 1820-1849.
- Paul Gabriel Ahnfelt. Kyrkoherde 1849-1866.
- Hans Daniel Johan (Janne) Wallengren. Kyrkoherde 1866-1895.
- Jonas Gustaf Oscar Högstedt. Kyrkoherde 1895-1927.
- Bruno Fredlund. Kyrkoherde 1929-1943.
- Ragnar Ekström. Kyrkoherde 1943-1968.
- Tore Tengstrand. Kyrkoherde 1968-1985.
- Martin Hedberg. Kyrkoherde 1985-1990.
- Ingrid Lindström. Kyrkoherde 1990-2006.